# Cetatea de Scaun
Szucsáva Fejedelmi várának (Cetatea de Scaun) romjai helyén egykor egy kis erőd állt, melyet még az 1390-es években Petru Mușat fejedelem építtetett, mikor fővárosát Siretből Szucsevába helyezte át.
Az uralkodó ez idő tájt, hogy Moldvát megvédje a környező hatalmak terjeszkedésével szemben egész erődhálózatot építtetett, mely terv részeként épült ez az erősség is.

## Története
Petru Mușat idejében még csak egyetlen várfal és várárok védte a várat; alapelrendezése a lengyel-balti típusú erődítményekhez hasonlított. A váron a 15. század elejéig sok változtatást nem végeztek. Alexandru cel Bun azonban kibővíttette és kastéllyá alakíttatta át.

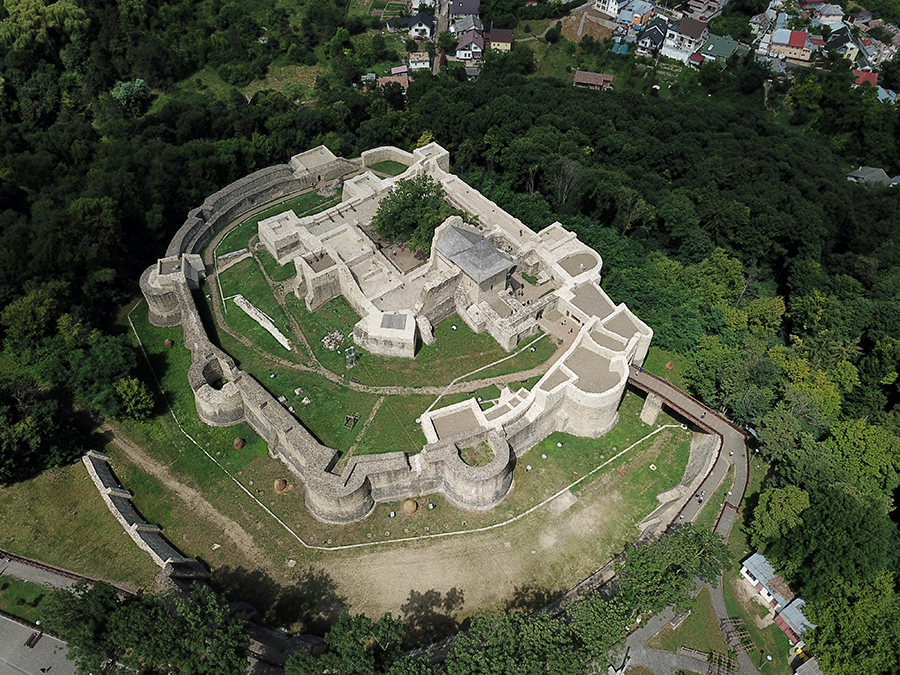
Szucsáva, Cetatea de Scaun - légi fotó

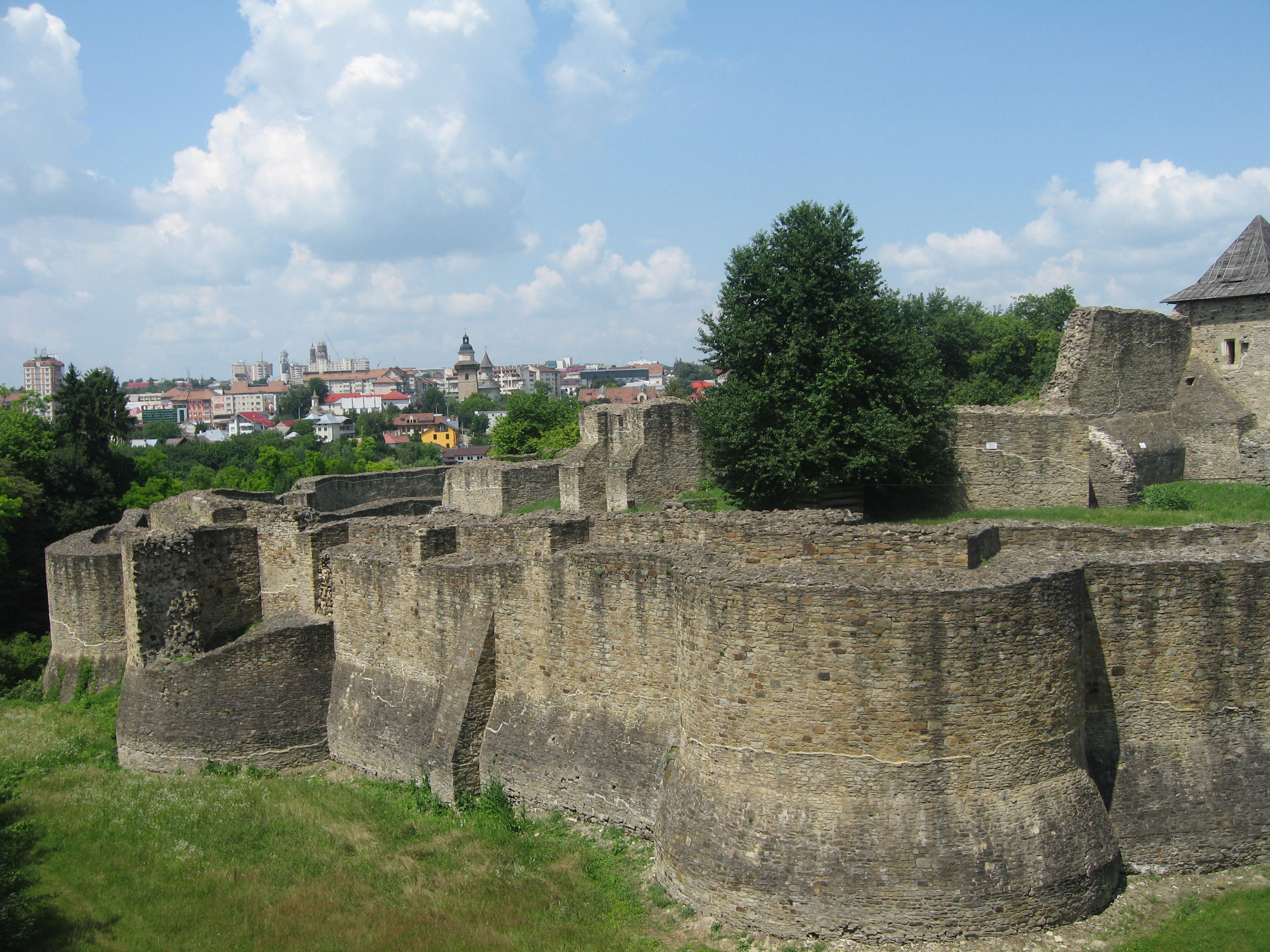
Szucsáva fejedelmi vára

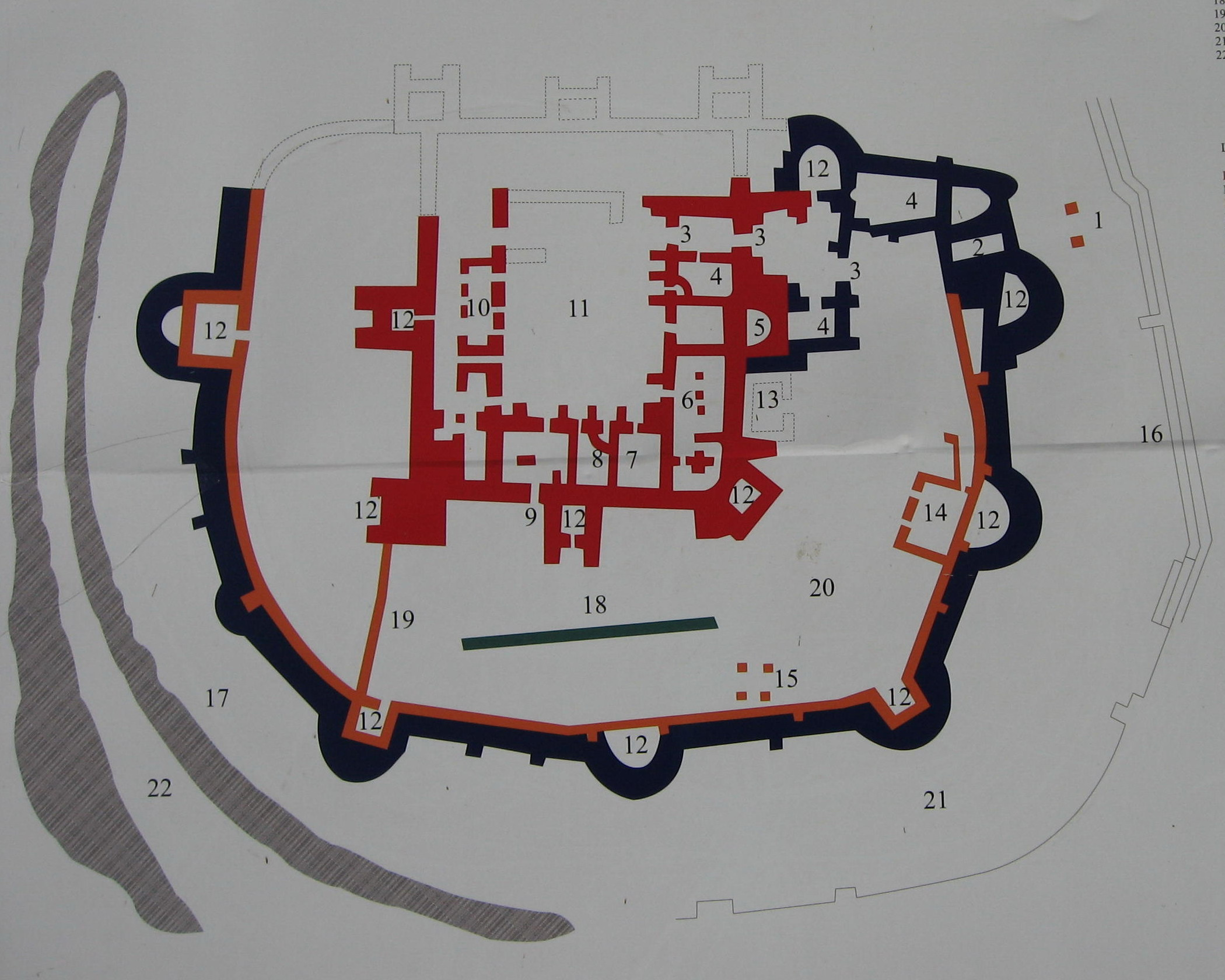
A vár alaprajza

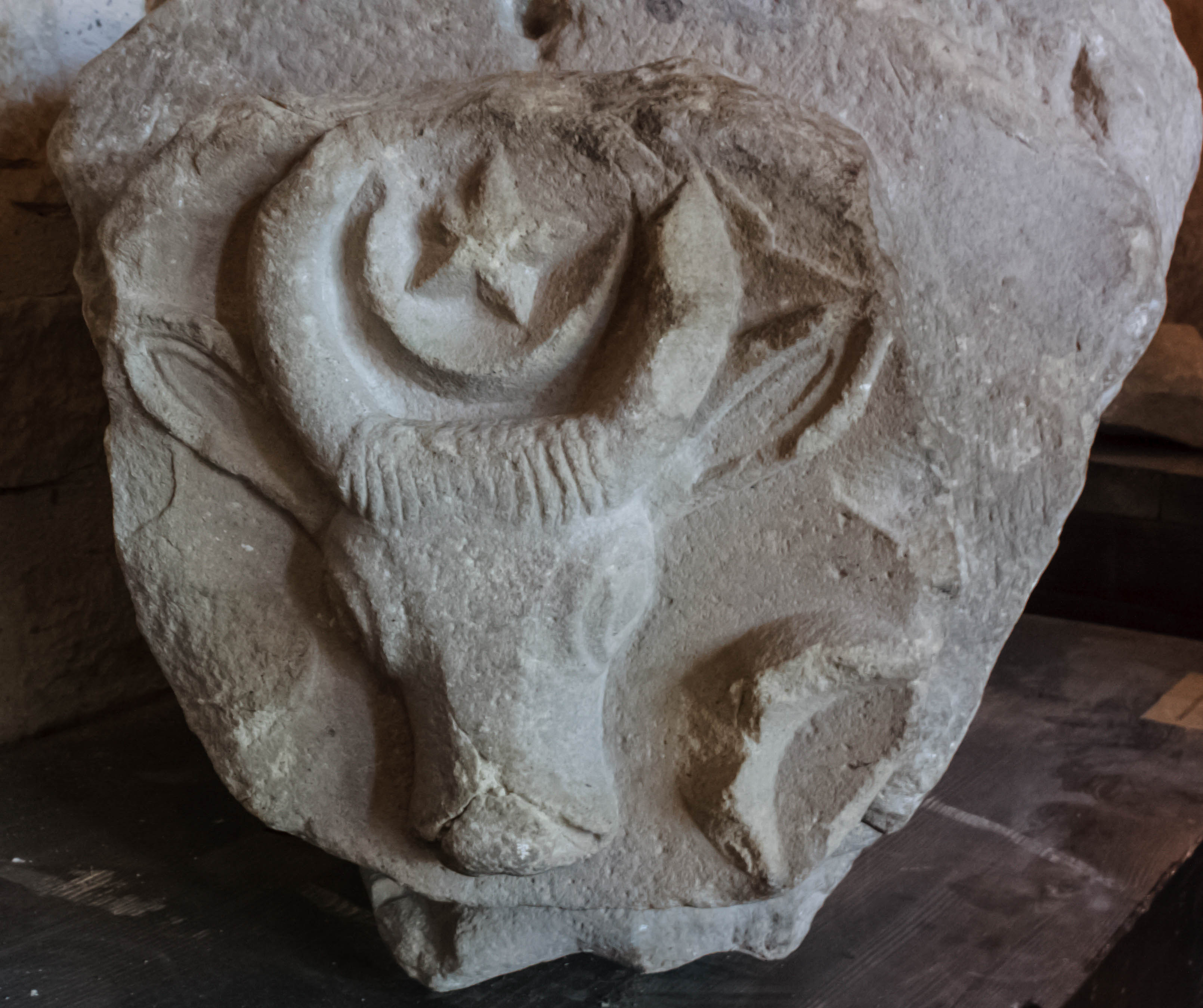

A 15. század második felében aztán Ștefan cel Mare megerősíttette a várkastélyt és újabb fallal vette körül és bástyákat is építtetett, mely erődítés 1476-ban sikeresen állt ellen II. Mohamed szultán ostromának.
Bár a várost a törökök felégették, de a várat nem tudták elfoglalni, majd a vár 1485-ben ismét ellenállt a török ostromnak. Az ostrom után a várat a fejedelem megújíttatta, falait újra megerősítették, s a négyszögletes bástyák helyett félkör alakúakat emeltetett.
1504-ben Ștefan cel Mare fejedelem itt, a várban halt meg. 1509-ben fia, III. Bogdán az erődítményt átadta a lengyeleknek.
A várat 1538-ban a törökök harc nélkül vették birtokukba, majd 1564-ben, mikor Alexandru Lǎpușneanu fejedelem
török segítséggel másodszor is uralomra került, a várat a szultán kívánságára felgyújtatta. Az ekkor keletkezett kár azonban nem nagy volt, ezért Ieremia Movilǎ (1596-1600) fejedelem újjáépíttette az erődítést.
1675-ben a törökök felszólítására Dumitrașcu Cantacuzino ismét leromboltatta, és ezután többé már nem épült újjá. Végül a 17. században egy földrengés is tetőzte a pusztulást.

## Régészeti feltárások
Az erődítményt először Karl Romstorfer osztrák építész tárta fel. 1895 és 1904 között kiásatta a betemetett és bokrokkal benőtt épületmaradványok jelentős részét. Az 1950-es években aztán megkezdődött az erődítmény módszeres régészeti feltárása, majd a vár maradványainak felhasználásával szabadtéri múzeumot alakítottak ki.

## Galéria

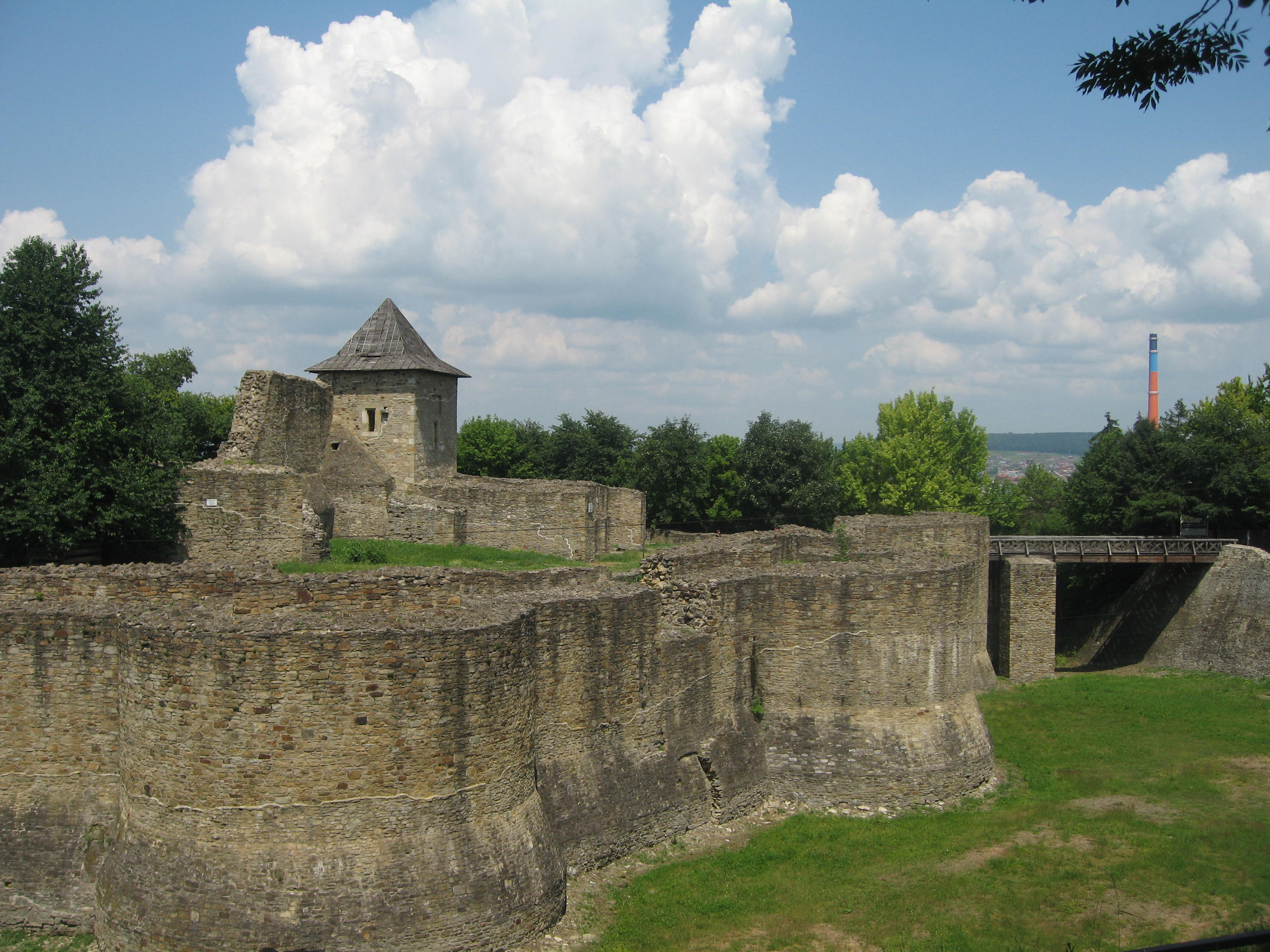
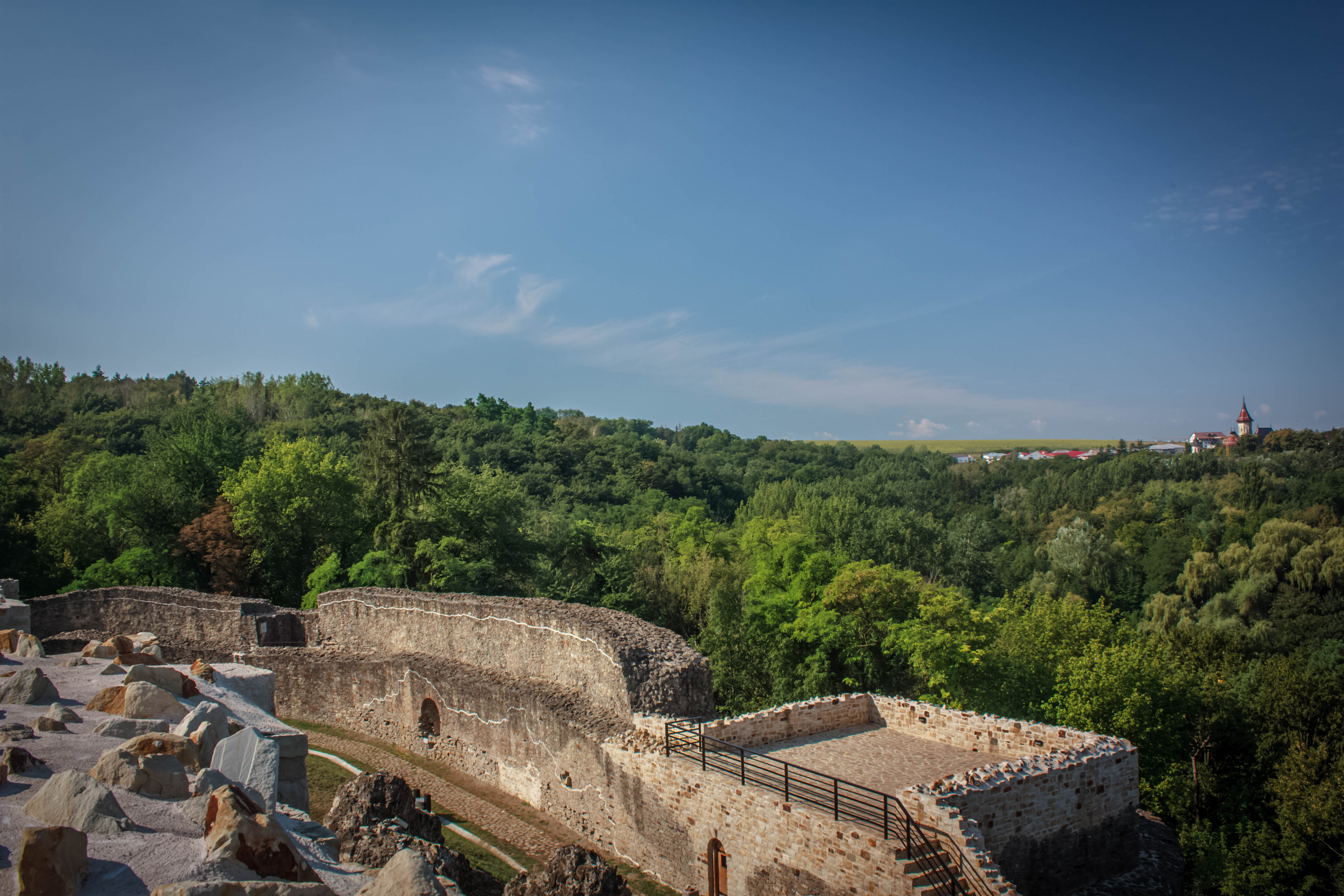
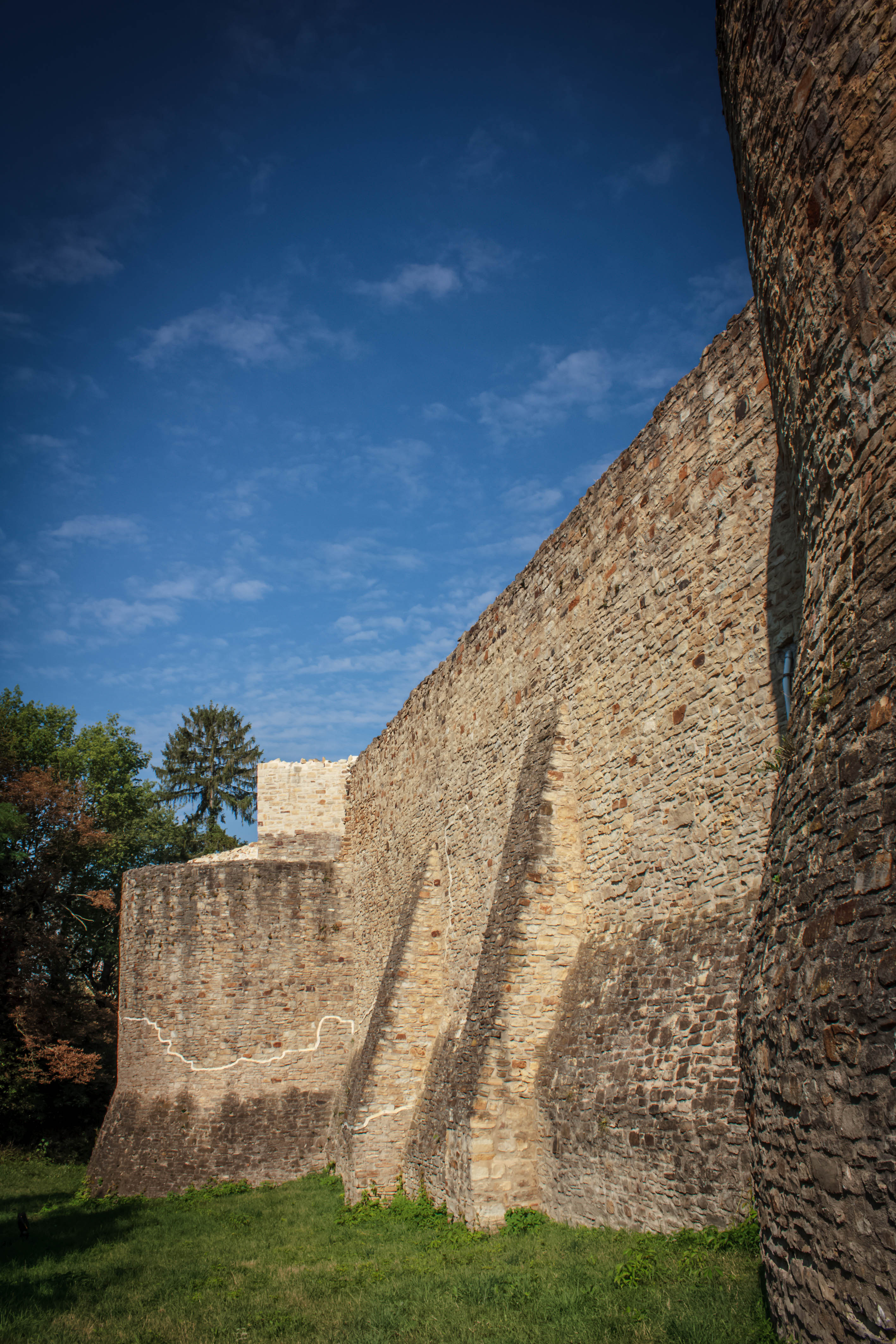
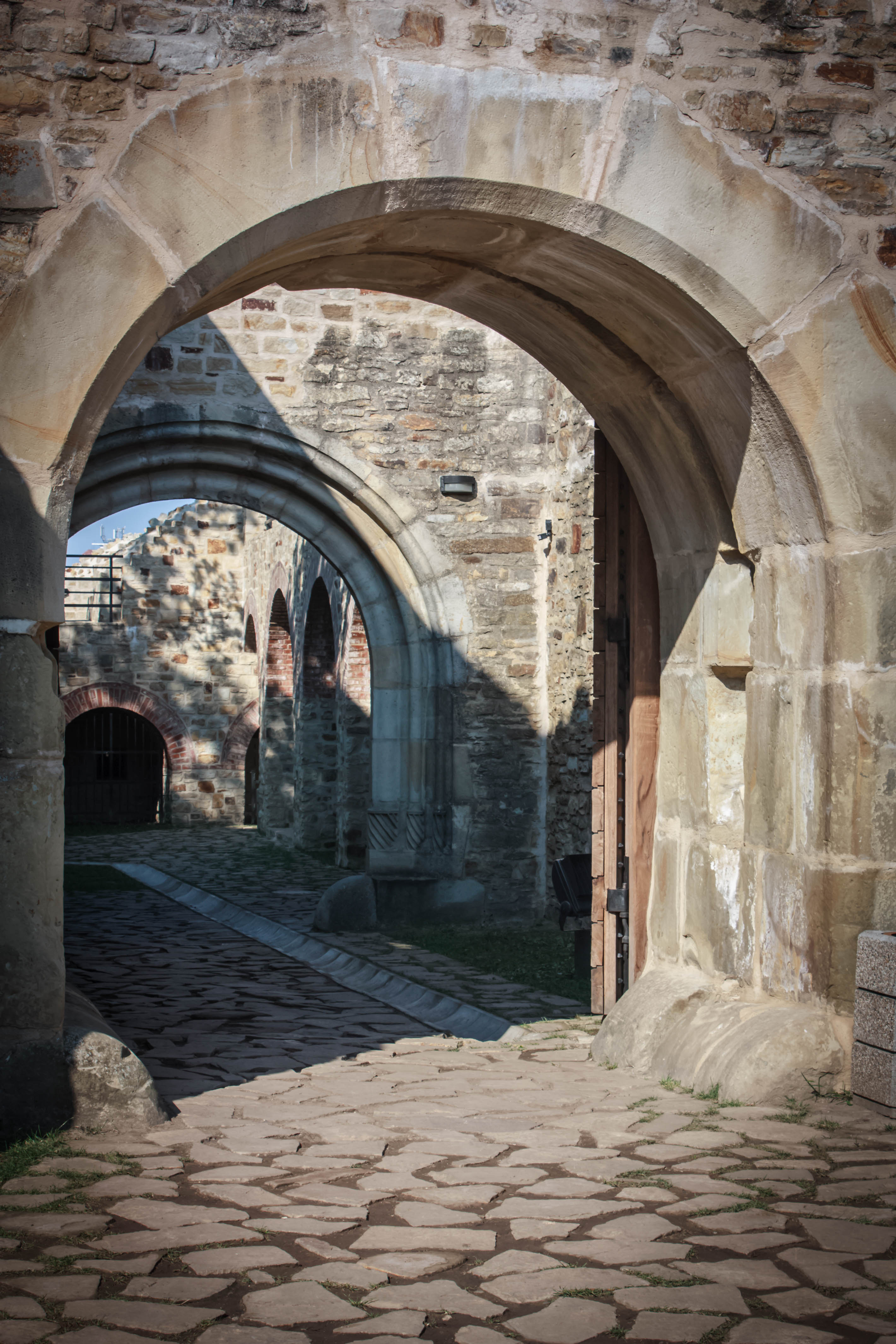
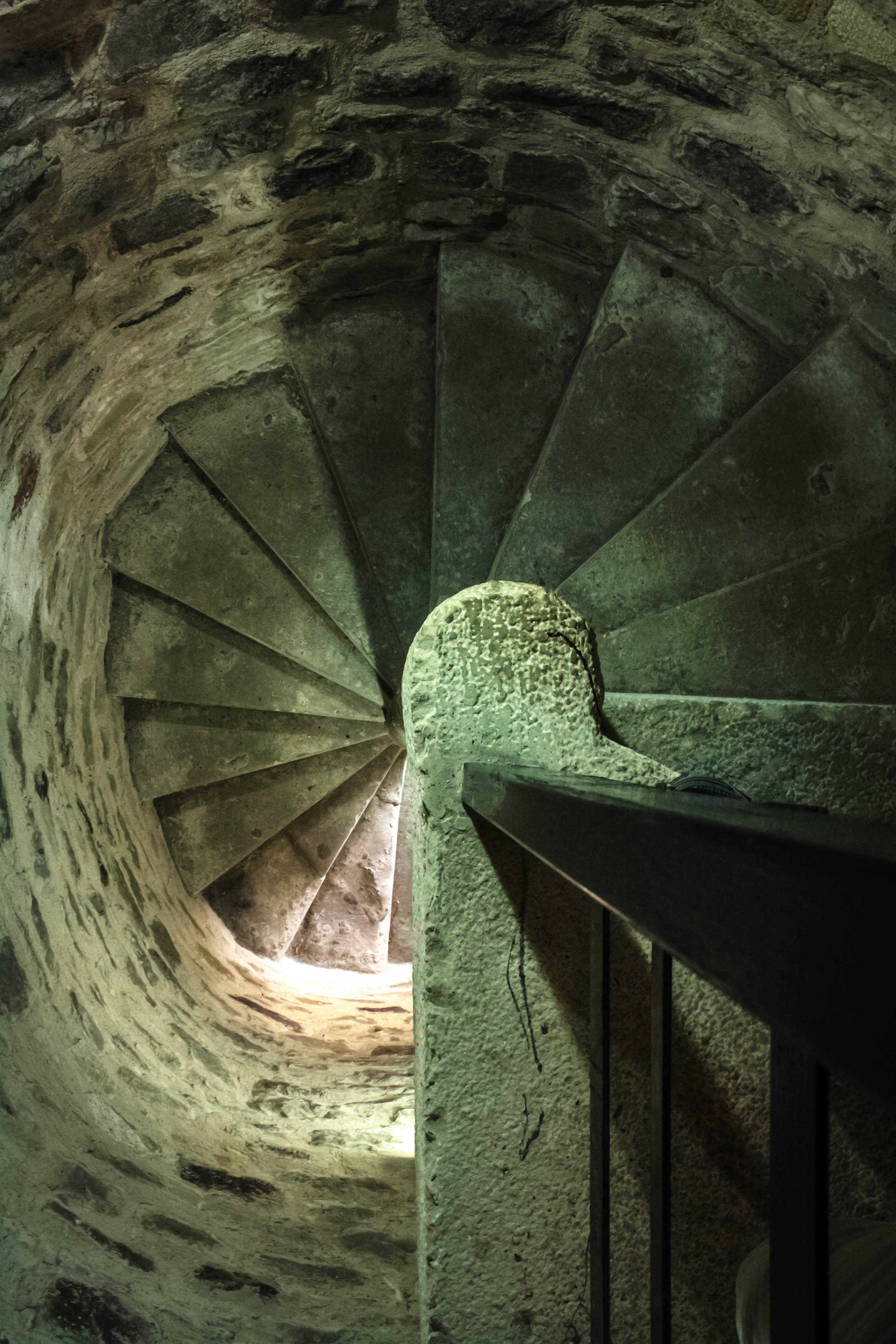